# Кубанка (зупинний пункт)
Куба́нка — пасажирський залізничний зупинний пункт Одеської дирекції Одеської залізниці на лінії Колосівка — Чорноморська.
Розташований за кількасот метрів від села Гудевичеве, Березівський район, Одеської області між станціями Сербка (8 км) та Буялик (6 км).
На платформі зупиняються приміські поїзди.